# Trucha frita
La trucha frita es un plato típico de los Andes de Ecuador, Perú y del noreste de Bolivia. El plato es a base de trucha, una especie no nativa de pez introducida que abunda en los ríos y lagunas andinas. Por su apariencia, para muchos turistas es el salmón peruano.

## Información
Es un plato común en muchas ciudades como Puno, situada al sureste de Perú. Se puede pescar y también cultivar a través de piscigranjas, como las de Huaraz, Pallasca y Acopampa en la región Áncash.
La trucha es un pescado semi graso con un alto contenido en vitaminas y minerales, por lo que está considerada como un alimento nutritivo cuya carne supone un buen aporte de fósforo, potasio, magnesio, hierro. Además, la receta es muy sencilla y suele acompañarse de una ensalada y arroz blanco.